# ポルトガル領ティモール・パタカ
ポルトガル領ティモール・パタカは1894年から1958年までポルトガル領ティモール（現在の東ティモール）で流通していた通貨単位である。ただし第二次世界大戦中の日本軍がこの地域を占領していた1942年から1945年の間はオランダ領インド・ギルダーおよびオランダ領インド・ルピアが通用していた。
導入当初はマカオ・パタカが使用されていたが、1910年以降にティモール用の紙幣が発行された。ポルトガル領ティモール・パタカは1958年にポルトガル領ティモール・エスクードに、1パタカ＝5.6エスクードのレートで置き換えられた。